# Viivikonna
Viivikonna ist ein Dorf (estnisch küla) in der Stadtgemeinde Narva-Jõesuu. Es liegt im Kreis Ida-Viru (Ost-Wierland) im Nordosten Estlands.

## Geschichte
Der Ort, der den Status eines Dorfes (küla) hat, entstand in den 1930er Jahren als eine Siedlung für die Arbeiter der örtlichen Schieferölindustrie. Der Name stammt von Wiwikond, einem Dorf, das 1583 entstand, aber nach dem Zweiten Weltkrieg verschwand. Das Dorf lag 3 km südlich von Viivikonna; dieses Gebiet gehört jetzt zum Dorf Mustanina.
Viivikonna gehörte zwischen 1950 und 1960 zu Narva und zwischen 1960 und 2017 zu Kohtla-Järve. 1962 wurde Sirgala, damals Teil der Gemeinde Vaivara, in Viivikonna eingegliedert, obwohl die Städte nicht benachbart sind. 1993 wurde Viivikonna/Sirgala als Stadtteil der Stadt Kohtla-Järve angegliedert. Diese Stadt bestand aus sechs nicht verbundenen Stadtteilen, wobei Viivikonna und Sirgala zusammen einen dieser Stadtteile bildeten, aber auch nicht miteinander verbunden waren. Viivikonna liegt 32 km von Järve, dem westlichsten Stadtteil, entfernt. Die Gesamtfläche betrug 2,4 km².
Die Bevölkerungszahl von Viivikonna/Sirgala ging im Laufe der Jahre stark zurück. Im Jahr 2005 hatte der Stadtteil 302 Einwohner, 2011 hatte er nur noch 99. Im Jahr 2017 war die Zahl leicht auf 118 gestiegen.
Bereits 2010 gab der Stadtrat von Kohtla-Järve an, den Stadtteil in die Gemeinde Vaivara ausgliedern zu wollen, doch der Bürgermeister der Gemeinde Vaivara hatte daran wenig Interesse. Später in den 2010er Jahren plante die estnische Regierung, Viivikonna trotzdem in die Gemeinde Vaivara einzugemeinden. 2017 beschloss die Regierung, die Gemeinden Vaivara und Narva-Jõesuu zusammenzulegen. Viivikonna und Sirgala wurden dieser neuen Gemeinde als zwei getrennte Dörfer angeschlossen. Seit 2017 werden die Einwohner von Sirgala und Viivikonna getrennt gezählt. Am 1. Januar 2020 hatte Sirgala 42 Einwohner und Viivikonna 50.

## Schieferöl

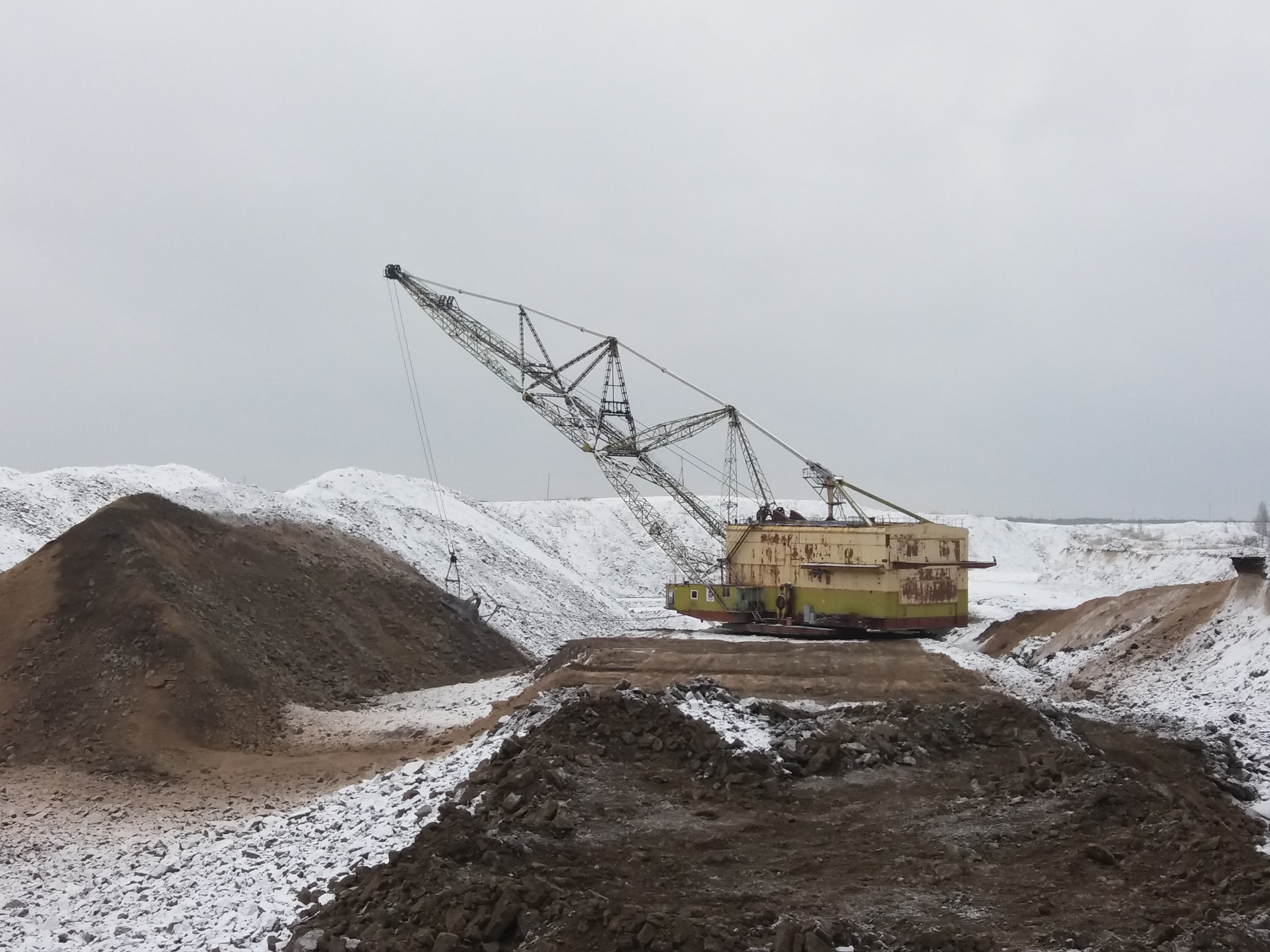
Gewinnung von Schieferöl im Jahr 2017

In Viivikonna wird seit 1936 Öl aus Schiefer gewonnen. Die Ölförderung ist seit den 1970er Jahren rückläufig. In einem erschöpften Teil des Fördergebiets wurde in diesen Jahren ein künstlicher Badesee, der Vesiloo järv, angelegt.

## Bahnstrecken
In Viivikonna kommen drei Güterstrecken zusammen. Die Strecke im Nordosten schließt in Vaivara an der Strecke Tallinn–Narva an, die Strecke im Südosten führt zum Kraftwerk Eesti Elektrijaam in der Nähe von Narva und die Strecke im Westen zum Stadtteil Ahtme in Kohtla-Järve.